# Rhyacia umbratus
Rhyacia umbratus là một loài bướm đêm trong họ Noctuidae.